# Lucas França
Lucas Oliverira de França, noto semplicemente come Lucas França (Alhandra, 19 gennaio 1996), è un calciatore brasiliano, portiere del Nacional.

## Carriera

### Nazionale
Cresciuto nel settore giovanile del Cruzeiro, ha esordito in prima squadra il 9 agosto 2016 disputando l'incontro di Série A pareggiato 1-1 contro il Corinthians.
Nel mercato estivo del 2018 è stato ceduto in prestito annuale al Nacional.

## Palmarès

### Club

#### Competizioni nazionali
- Coppa del Brasile: 2

Cruzeiro: 2017, 2018

#### Competizioni statali
- Campionato Mineiro: 1

Cruzeiro: 2018